# 468 km (Karelia)
468 km (ros. 468 км, krl. 468 km) – przystanek kolejowy w lasach, w rejonie kondopożskim, w Karelii, w Rosji. Położony jest na linii Wołchow - Murmańsk, w oddaleniu od stałych skupisk ludzkich. W pobliżu znajduje się osiedle dacz.